# Ropica principis
Ropica principis là một loài bọ cánh cứng trong họ Cerambycidae.